# Рассвет (роман)
«Рассвет» (англ. Breaking Dawn) — четвертый роман серии «Сумерки» писательницы Стефани Майер. Книга вышла впервые в США 2 августа 2008 года, продажа началась в полночь и сопровождалась вечеринками для фанатов на территории книжных магазинов. Первый тираж составлял 3,7 миллионов экземпляров, из которых 1,3 миллиона были раскуплены за первые 24 часа продаж, что стало новым рекордом печатного издательства Hachette Book Group. Книга является продолжением истории о любви обычной девушки Беллы Свон и вампира Эдварда Каллена. Повествование в ней ведётся не только от лица Беллы, но и от имени оборотня Джейкоба.

## Сюжет книги
В книге рассказывается о дальнейшей судьбе Эдварда и Беллы. После свадьбы молодожёны отправляются на медовый месяц. Несмотря на то, что Белла всё ещё человек, ей удаётся уговорить сомневающегося и опасающегося за безопасность своей жены Эдварда на физическую связь. Оба пока не подозревают, что союз человека и вампира может привести к рождению ребёнка-полувампира. Белла беременеет. Этот ребёнок — наполовину человек, наполовину вампир, поэтому роды могут стоить Белле жизни. Однако Белла хочет этого ребёнка, даже такой высокой ценой. Чтобы защитить его, она обращается за помощью к Розали, отношения с которой никогда не были дружескими.
Часть, в которой рассказывается о беременности Беллы, написана от лица её друга — оборотня Джейкоба, которому пришлось сделать выбор между своей стаёй и привязанностью к Белле. Стая решает, что ребенок может быть опасен для жителей Форкса, так как его природа неизвестна. Джейкоб, узнав, что, скорее всего, Белла погибнет ещё до рождения ребёнка от зубов его соплеменников, покидает стаю Сэма и уходит защищать Калленов. К нему присоединяется Сет Клируотер, который находится с Калленами в хороших отношениях, по сравнению с другими оборотнями, а затем и Ли — его сестра. Новая стая пытается защитить Беллу и её ребенка.
Дитя изнутри высасывает жизнь матери, слабея и набираясь сил вместе с ней, и Белла находится на грани жизни и смерти. Она не может питаться человеческой едой из-за сильнейшего токсикоза, но по-прежнему хочет родить этого ребёнка. По совету Джейкоба она начинает пить кровь, и на какое-то время её самочувствие улучшается.
У Эдварда и Беллы рождается дочь, полувампир-получеловек, получившая имя Ренесми (комбинация имён Рене (матери Беллы) и Эсми (приёмной матери Эдварда)). Роды оказываются настолько тяжелы, что Белла оказывается на грани жизни и смерти и единственный способ спасти ей жизнь — превратить её в бессмертного вампира, на что Джейкоб, будучи вожаком по праву рождения, незадолго до родов даёт разрешение. Эдвард отравляет Беллу своим ядом, вкалывая шприц прямо в сердце, а затем несколько раз кусая её по всему телу. Но поскольку Белла не подаёт никаких признаков жизни, Джейкоб считает, что она умерла и спасать её уже поздно. Сильнее прежнего люто ненавидя новорождённую Ренесми, из-за которой, по его мнению, только что погибла Белла, Джейкоб решает немедленно убить младенца. Но в этот момент он внезапно испытывает непреодолимую тягу к Ренесми, их взгляды встречаются, и между ними происходит запечатление.
После превращения в вампира Белла отправляется с Эдвардом на первую охоту. На охоте она проявляет невиданный для новообращённого вампира самоконтроль: она может сдерживать свои эмоции и контролировать жажду. Ренесми взрослеет быстрее обычных детей, вскоре начинает ходить и говорить. От Джейкоба она получила прозвище «Несси» (англ.  Nessie), которое первоначально (до противостояния с Вольтури) Белла терпеть не может, так как этим именем называют также Лох-Несское чудовище, но которое, тем не менее, быстро распространяется среди родственников и друзей Беллы. Ренесми не вырабатывает яд. Кроме того, она обладает талантом, обратным таланту своего отца — может показать кому угодно любые свои мысли, фантазии, дотронувшись рукой до другого человека, при этом тот, к кому она прикоснётся, будет видеть её мысли в своей голове. Ренесми очень быстро взрослеет. Через неделю после своего рождения девочка уже умеет говорить, но предпочитает не выражать свои мысли вслух, а использовать свой дар.
Джейкоб, запечатлённый с Ренесми, не настроен расставаться с малышкой ни на минуту. Однако, все остальные хотят уехать с насиженного места, хотя бы для того, чтобы узнать будущее единственного ребёнка в клане Калленов. Чтобы не допустить этого, Джейкоб легкомысленно открывает свою сущность оборотня Чарли, отцу Беллы. Когда тот приезжает к Калленам и строго требует объяснений, им удаётся сохранить тайну существования вампиров, но при этом Чарли остаётся в жизни дочери. Ренесми выдают за удочерённую племянницу Эдварда, якобы родную дочь старшего брата Эдварда и его жены, погибших в автокатастрофе, хотя Чарли и подозревает, что ему что-то недоговаривают.
Но происходит непредвиденное: от Ирины, родственницы Калленов из клана Денали, увидевшей Ренесми издали и решившей, что Каллены создали «бессмертного младенца» (человеческое дитя, превращённое в вампира путём укуса), Вольтури, в своё время убившие за подобное мать Ирины и её сестёр, Тани и Кейт, узнают о существовании Ренесми и идут на Калленов войной. Делать маленьких детей вампирами запрещено, потому что те не могут контролировать свою жажду, остановившись в развитии на возрасте обращения. Но для Вольтури это не главное — даже если весть об этом преступлении не подтвердится, они рассчитывают под тем или иным предлогом устранить неудобный и неугодный им клан, а наделённых дарами его членов — поработить. Семье Калленов удаётся собрать свидетелей безвредности Ренесми (вампиров) из разных уголков мира, а обе стаи оборотней (стая Сэма и стая Джейкоба) объединяются с вампирами-свидетелями. В это же время выясняется, что, кроме самоконтроля, у Беллы есть другой дар — незримый щит, защищающий её от любого другого дара (но не от физической силы). Она раскрывает свой дар и учится укрывать своим щитом других. Эдвард предполагает, что у дара Ренесми, обратного его собственному, есть ещё одно свойство — в противоположность Белле, дар которой может защитить её ото всех, от дара Ренесми не может защититься никто.
После того, как выясняется, что донос Ирины о «бессмертном младенце» ошибочен, Кай, один из старейшин Вольтури, убивает её «за лжесвидетельство» на глазах у сестёр, провоцируя последних на атаку, в последний момент предотвращённую Калленами, после чего Вольтури в самом деле начинают искать повод, чтобы осуществить задуманное, в том числе открыто предлагая одарённым вампирам из числа Калленов и их свидетелей перейти на свою сторону. Белле удаётся спасти всю свою семью и союзников от Джейн с её иллюзией адской боли и Алека, способного лишать сразу осязания, зрения и слуха, в то время, как Элис, которая первоначально без всяких объяснений оставила семью и исчезла вместе с Джаспером (дабы Аро, глава Вольтури, не мог прочесть в чьих-либо мыслях истинную причину её ухода, она оставила несколько знаков Белле — единственной, чьи мысли закрыты для Аро), приводит живое доказательство безобидности Ренесми — Науэля (тоже вампиро-человек), в результате чего Вольтури, часть свидетелей которых оставляет их ещё до решения, признают, что полувампиры не представляют угрозы, и отступают.
В финале романа Белла с Эдвардом возвращаются домой, и Белла усилием воли снимает свою мысленную защиту, чтобы позволить Эдварду прочитать её мысли.